# Stary Białcz
Stary Białcz (prononciation : [ˈstarɨ ˈbjau̯t͡ʂ]) est un village polonais de la gmina de Śmigiel dans le powiat de Kościan de la voïvodie de Grande-Pologne dans le centre-ouest de la Pologne.
Il se situe à environ 6 kilomètres au nord de Śmigiel (siège de la gmina), à 6 kilomètres à l'ouest de Kościan (siège du powiat) et à 43 kilomètres au sud-ouest de Poznań (capitale régionale).
Le village possédait une population de 173 habitants en 2011.

## Histoire
De 1975 à 1998, le village faisait partie du territoire de la voïvodie de Leszno.

Depuis 1999, Stary Białcz est situé dans la voïvodie de Grande-Pologne.